# Poslanikova džamija u Medini
Poslanikova džamija u Medini ili Al-Masjid al-Nabawī (arapski: المسجد النبوي [ʔælmæsdʒɪd ænnæbæwi]) - džamija koju je izgradio islamski poslanik Muhamed. Nalazi se u gradu Medini u Saudijskoj Arabiji. To je drugo najsvetije mjesto u islamu (prvo je Masdžid al-Haram u Meki). To je druga džamija izgrađena u povijesti i jedna od najvećih džamija na svijetu. U njoj je posljednje počivalište Muhameda te ranih muslimanskih vođa Abu Bakra i Omara.
Džamija se nalazi uz kuću u kojoj je živio Muhammed nakon povratka u Medinu. Osobno je sudjelovao u teškim uvjetima izgradnje. Izvorno je džamija bila otvorena zgrada bez krova. Osnovni plan gradnje kasnije je usvojen u gradnji drugih džamija širom svijeta.
Džamija je služila kao središte zajednice, sud i vjerska škola. Tu je podignuta platforma za ljude koji uče Kuran. Kasniji islamski vladari uvelike su je proširivali i uređivali. Godine 1909. u nju je uvedena električna struja i u tome je prva džamija na Arapskom poluotoku. Džamija je pod kontrolom Skrbnika dviju svetih džamija.
Jedno od najznačajnijih obilježja je zelena kupola iznad centra džamije, gdje se nalazi grob poslanika Muhameda. Nije točno poznato kada je zelena kupola izgrađena, ali postoje rukopisi iz ranog 12. stoljeća, koji opisuju kupolu.
Džamija se nalazi u tradicionalnom središtu Medine, s brojnim hotelima i starim tržnicama u blizini. To je jedno od glavnih mjesta hodočašća u Saudijskoj Arabiji i mnogi ljudi prije ili nakon hadža u Meku, dođu u ovu džamiju.